# Герб Українська
Герб Українська — офіційний символ міста Українськ Донецької області.

## Опис герба
Герб міста Українська являє собою щит, розділений на три частини — блакитну, жовту і чорну відповідно, символізуючи природні багатства краю. Поверх усього один витікаючий терикон, де на його фоні зображений пам'ятник Богдану Хмельницькому, який символізує звернення до народу, праворуч чорний шахтний копр. Золоті промені сонця переходять у золоте сяйво, поперемінно сяючи й полум'яніючи, символізуючи собою світло, тепло і енергію, які дають вугільне підприємство міста Українська.
Щит увінчаний срібною тризубчастою міською короною і по сторонах обрамлений квітучими гілками каштана. Гілки перевиті лазуровою стрічкою з написом золотими літерами «Українськ» в нижній частині. Цвітіння каштана символізує майбутній розквіт міста і приплив нових можливостей, віру людей у світле майбутнє.